# RFID Zapper
RFID Zapper (RFID-стиратель) — электронное устройство, необратимо портящее пассивные RFID-чипы при помощи сильного электромагнитного импульса. Впервые представлено на выставке Chaos Communication Congress в 2005 году.

## Принцип действия
Устройство можно собрать из фотовспышки. Вместо ксеноновой лампы-вспышки подключается катушка индуктивности. Между электролитическим конденсатором и катушкой индуктивности встраивается выключатель, при замыкании которого через катушку индуктивности протекает очень большой электрический ток, который создаёт мощное магнитное поле. Согласно закону электромагнитной индукции в проводниках внутри чипа возбуждается электрический ток, который при высоких значениях может вывести из строя микросхему.

## В культуре
Работа устройства продемонстрирована в фильме Эволюция Борна.